# 1740
1740 (MDCCXL) a fost un an bisect al calendarului gregorian, care a început într-o zi de joi.

## Nașteri
- 2 iunie: Marchizul de Sade, scriitor francez (d. 1814)
- 10 august: Leopold al III-lea, Duce de Anhalt-Dessau (d. 1817)
- 23 septembrie: Împărăteasa Go-Sakuramachi a Japoniei (d. 1814)
- Ienăchiță Văcărescu, poet, cărturar, om politic și diplomat omân (d. 1797)

## Decese
- 31 mai: Frederic Wilhelm I al Prusiei, 51 ani (n. 1688)